# Gran Premio Città di Camaiore 2013
Il Gran Premio Città di Camaiore 2013, sessantaquattresima edizione della corsa e valida come evento dell'UCI Europe Tour 2013 categoria 1.1, si svolse il 28 febbraio 2013 su un percorso di 183 km. Fu vinto dallo slovacco Peter Sagan che terminò la gara in 4h17'34", alla media di 42,62 km/h.
Partenza con 105 ciclisti, dei quali 53 portarono a termine il percorso.

## Squadre partecipanti
| N.    | Cod. | Squadra                   |
| ----- | ---- | ------------------------- |
| 1-8   | COL  | Colombia                  |
| 11-18 | ALM  | AG2R La Mondiale          |
| 21-28 | AST  | Astana Pro Team           |
| 31-38 | BMC  | BMC Racing Team           |
| 41-48 | CAN  | Cannondale Pro Cycling    |
| 51-58 | LAM  | Lampre-Merida             |
| 61-68 | RLT  | RadioShack-Leopard        |
| 71-78 | VCD  | Vacansoleil-DCM           |
| 81-88 | KAT  | Katusha Team              |
| 91-98 | VIN  | Vini Fantini-Selle Italia |

| N.      | Cod. | Squadra                      |
| ------- | ---- | ---------------------------- |
| 101-108 | AND  | Androni Giocattoli-Venezuela |
| 111-118 | BAR  | Bardiani Valvole-CSF Inox    |
| 121-128 | CRE  | Crelan-Euphony               |
| 131-138 | IAM  | IAM Cycling                  |
| 141-148 | CJR  | Caja Rural                   |
| 151-158 | CEF  | Ceramica Flaminia-Fondriest  |
| 161-168 | LOK  | Lokosphinx                   |
| 171-178 | UNA  | Utensilnord-Ora24.eu         |
| 181-188 | AMO  | Amore & Vita                 |

## Ordine d'arrivo (Top 10)
| Pos. | Corridore            | Squadra       | Tempo    |
| ---- | -------------------- | ------------- | -------- |
| 1    | Peter Sagan          | Cannondale    | 4h17'34" |
| 2    | Diego Ulissi         | Lampre-Merida | s.t.     |
| 3    | Rinaldo Nocentini    | AG2R La Mond. | s.t.     |
| 4    | Matthew Busche       | RadioShack    | s.t.     |
| 5    | Mauro Santambrogio   | Vini Fantini  | s.t.     |
| 6    | Miguel Ángel Rubiano | Androni       | s.t.     |
| 7    | Francesco Reda       | Androni       | s.t.     |
| 8    | Denis Men'šov        | Katusha Team  | s.t.     |
| 9    | Giampaolo Caruso     | Katusha Team  | s.t.     |
| 10   | Michele Scarponi     | Lampre-Merida | s.t.     |